# Milan-Munich
Le Milan-Munich, est une course cycliste sur route de deux à trois étapes, disputée en Italie et en Allemagne. 

## Histoire de la course
La première édition du Milan-Munich a lieu en 1894 puis une reprise avec deux éditions en 1910 et 1912 et quatre nouvelles éditions de 1937 à 1940. Il s'agit d'une course de deux à trois jours, dont le départ se faisait à Milan et l'arrivée à Munich la première éditions fut gagnée par l'allemand Josef Fischer.

## Palmarès
| Année        | Vainqueur          | Deuxième           | Troisième      |
| ------------ | ------------------ | ------------------ | -------------- |
| Milan-Munich |                    |                    |                |
| 1894         | Josef Fischer      | Max Reheis         | Ferenc Gerger  |
| 1910         | Peter Strasser     | Fritz Schreiner    | Jakob Meck     |
| 1912         | Georg Schmid       | Jakob Meck         | Franz Suter    |
| 1937         | Richard Menapace   | Guerrino Tommasoni | Remo Ceraso    |
| 1938         | Mario De Benedetti | Hans Heller        | Werner Richter |
| 1939         | Aldo Ronconi       | Giovanni Brotto    | Willi Meurer   |
| 1940         | Doro Morigi        | Harry Saager       | Hans Preiskeit |

### Victoires par pays
| # | Pays      | Victoires |
| - | --------- | --------- |
| 1 | Italie    | 3         |
| 1 | Allemagne | 3         |